# Lutterbach
Lutterbach [lytəʁbak] ist eine französische Gemeinde mit 6755 Einwohnern (Stand 1. Januar 2022) im Département Haut-Rhin in der Region Grand Est (bis 2015 Elsass). Sie gehört zum Arrondissement Mulhouse und zum Kanton Kingersheim.

## Geografie
Die Gemeinde Lutterbach liegt am Doller, einem linken Zufluss der Ill. Sie grenzt im Südwesten an die Stadt Mülhausen und ist damit Teil des Ballungsraumes Mülhausen. Im Süden des Gemeindegebietes verläuft die Autobahn A 36 (Europastraßen E 54/E 60), die hier die zweistreifige Nationalstraße N 66 (E 512) kreuzt.
Nachbargemeinden sind Pfastatt im Norden und Osten, Mülhausen im Südwesten, Morschwiller-le-Bas im Süden, Reiningue im Westen sowie Wittelsheim im Nordwesten.

## Geschichte

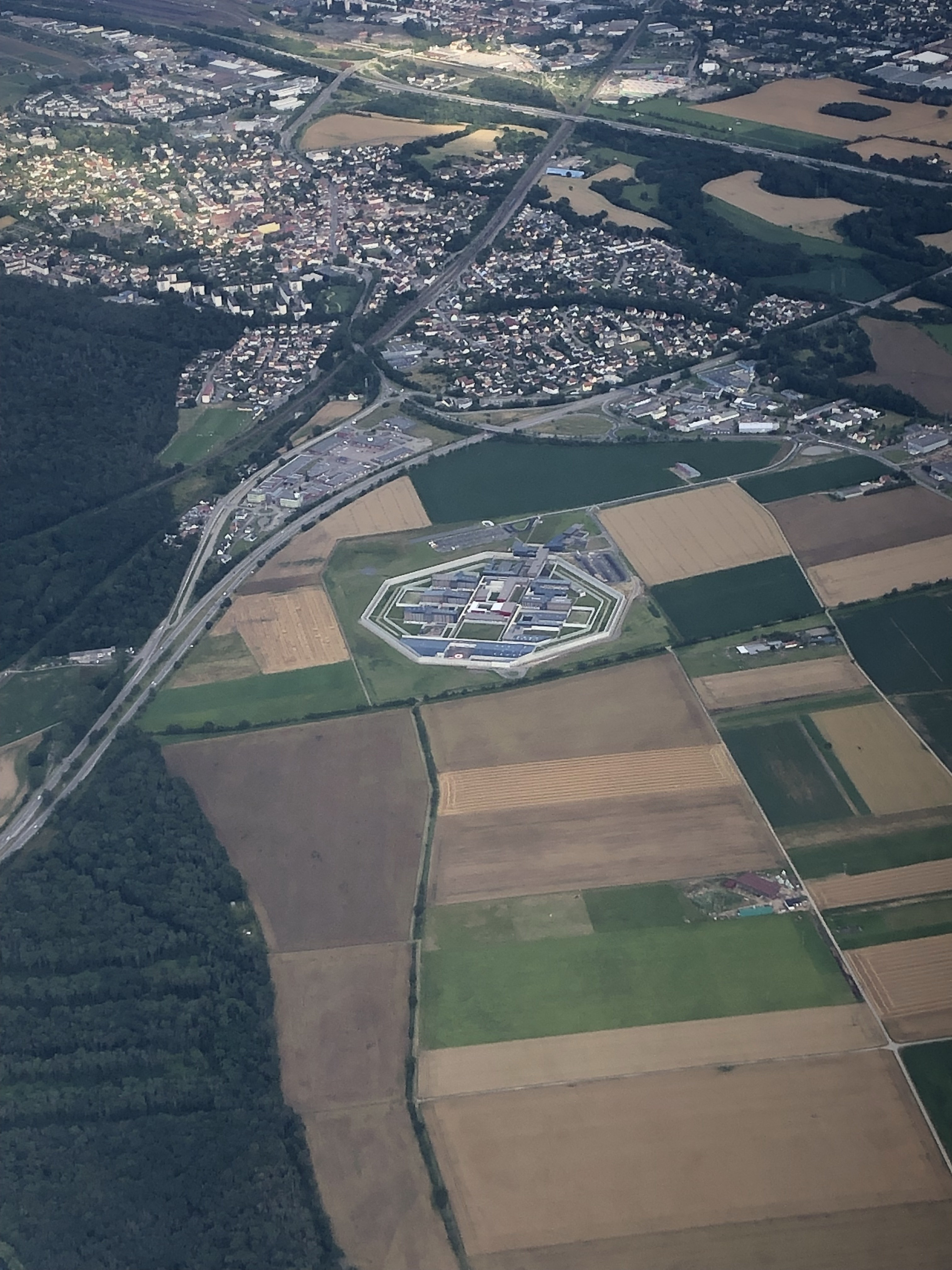
Gefängnis Lutterbach

Die älteste erhaltene Erwähnung von Lutterbach stammt von 735. Es hatte damals schon eine Kirche. Der Ort war vom Kloster Murbach abhängig. Vom Beginn des 14. Jahrhunderts bis zur Französischen Revolution gehörte Lutterbach dem Zisterzienser-Kloster Lützel.

Am 13. März 1876 sank bei der Überfahrt eines Personenzugs über die Doller-Brücke unweit des Bahnhofs Lutterbach ein durch Hochwasser unterspülter Brückenpfeiler ein. Die Lokomotive und die drei folgenden Wagen stürzten in den Fluss. Ein Mensch starb. 
Bevölkerungsentwicklung
| Jahr      | 1962 | 1968 | 1975 | 1982 | 1990 | 1999 | 2007 | 2017 |
| --------- | ---- | ---- | ---- | ---- | ---- | ---- | ---- | ---- |
| Einwohner | 3678 | 4036 | 4742 | 5039 | 5325 | 5581 | 5989 | 6310 |

## Sehenswürdigkeiten
- Herz-Jesu-Basilika (Sacré-Cœur), 1905–1907 erbaut
- Statue des heiligen Johannes Nepomuk (Jean Népomucène), 1744 am Platz der Basilika errichtet, heute an der Ecke Rue Saint-Jean / Rue Aristide Briand
- Brauereigebäude aus dem 17. Jahrhundert
- Pazifistisches Denkmal Monument à la vie (1980): Relief mit dem Motiv „Panzer zu Pflugscharen“, an der Friedhofsmauer (links vom Haupteingang)

|  |  |

## Verkehr

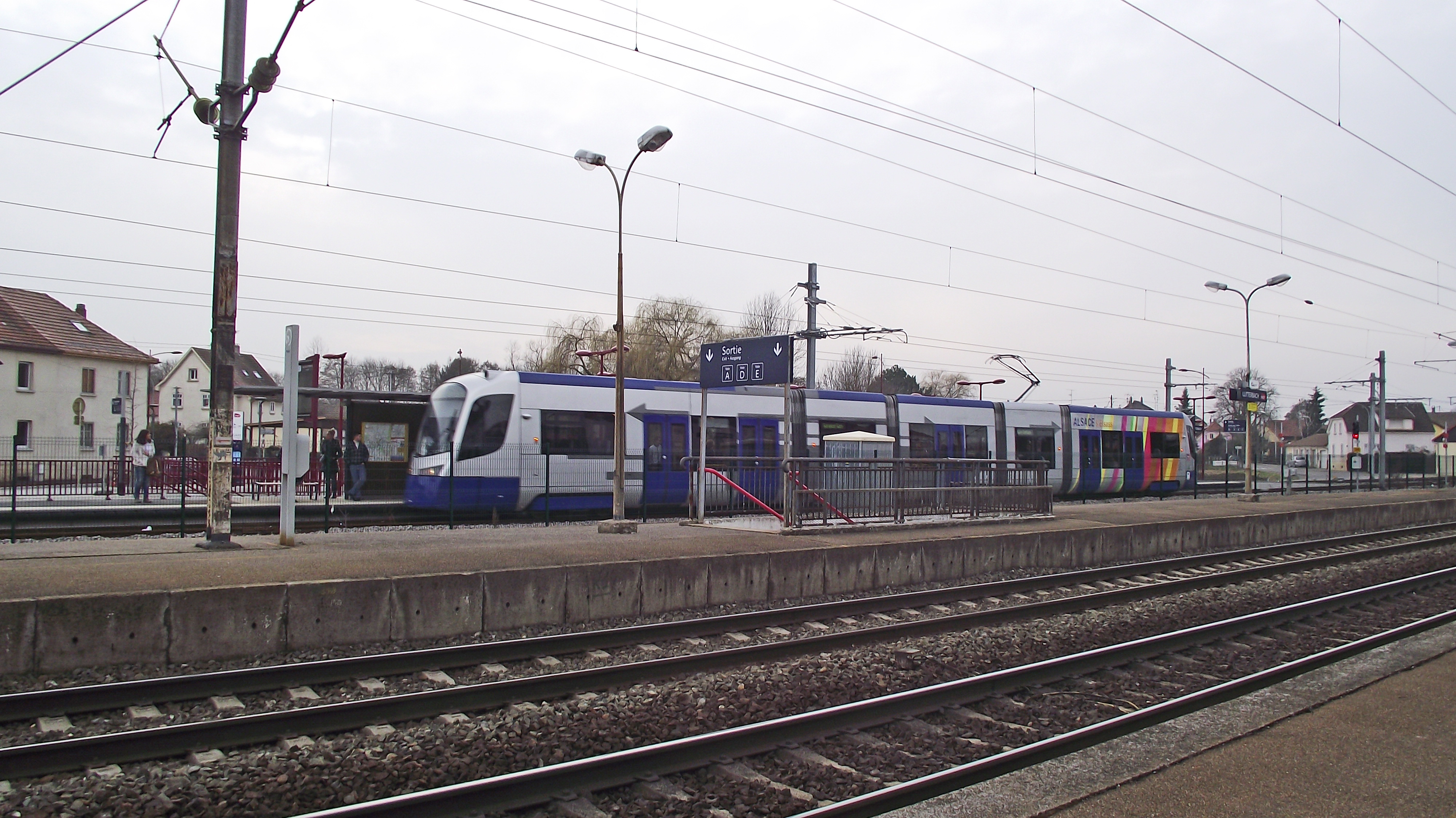
Tram-Train im Bahnhof Lutterbach

Der Bahnhof Lutterbach liegt an den Bahnstrecken Strasbourg–Basel und Lutterbach–Kruth. Er wird von Regionalzügen des TER Alsace sowie Zügen des Tram-Train Mulhouse–Vallée de la Thur und der Straßenbahn Mülhausen bedient.

## Persönlichkeiten
- Jean-Julien Weber (1888–1981), römisch-katholischer Geistlicher, Bischof von Straßburg
- Viktor Freund (1902–1943), deutscher Widerstandskämpfer und NS-Opfer
- Hermann Knaus (1907–1984), deutscher Bibliothekar